# ラファエル・ウルダネタ

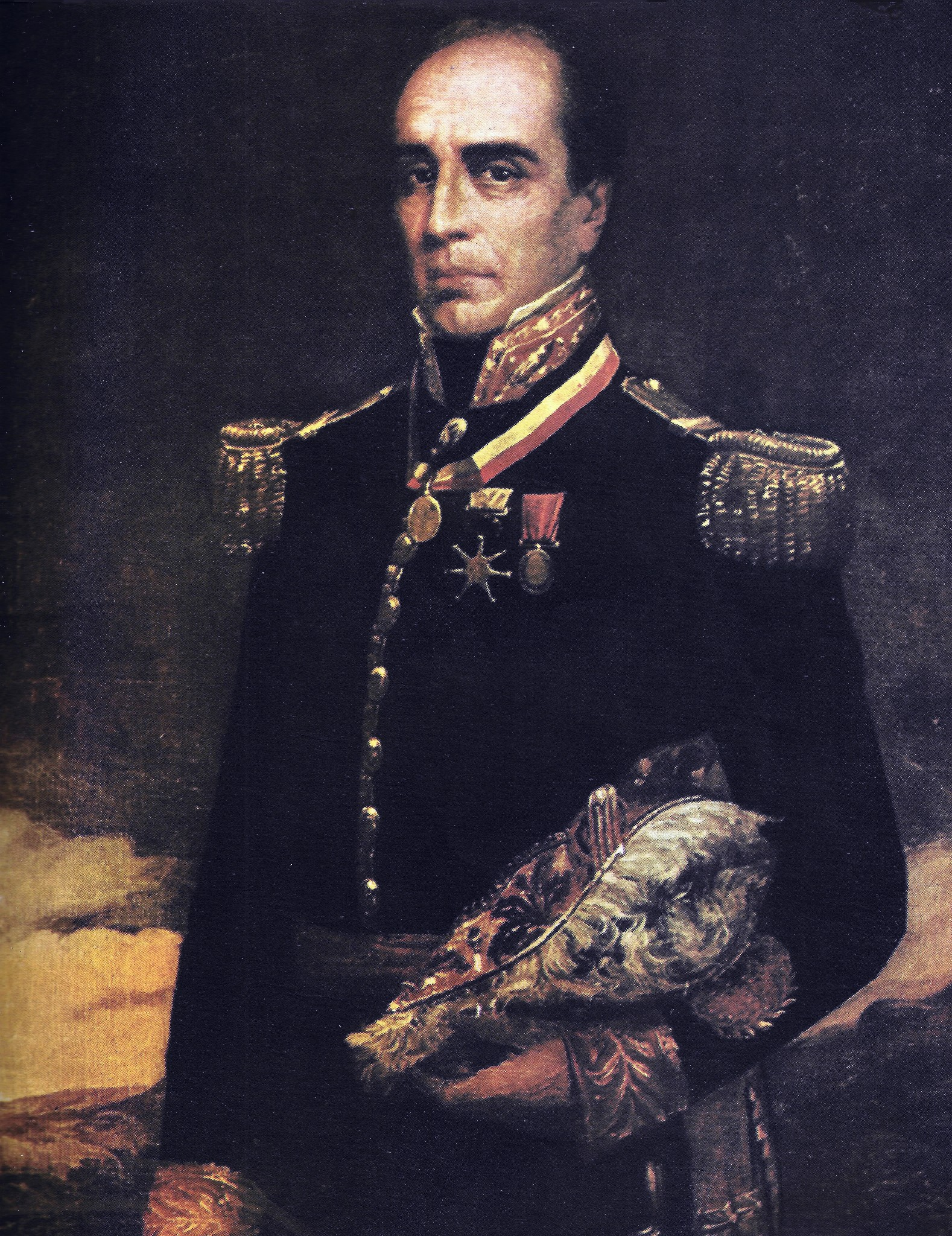
ラファエル・ウルダネタ

ラファエル・ウルダネタ（本名: ラファエル・ホセ・ウルダネタ・イ・ファリア、スペイン語名: Rafael José Urdaneta y Farías、1788年10月24日 - 1845年8月23日）は、ラテンアメリカの独立の戦争における英雄。
1788年10月24日、ウルダネタはベネズエラの都市マラカイボで、スペインの家系を持つクリオージョ上流階級の家庭に生まれ育った。独立戦争以前、彼はかつてラテン語と哲学を学ぶ学生で、スペイン王室の役人をしていた経験を持つ。
1810年にカラカス市参事会により独立の宣言が出された後、ウルダネタはカラカスからスペインと対峙する愛国軍側に参戦した。その数年後、勇敢な行動が認められ、彼はシモン・ボリバルの右腕となり、愛国軍の将軍となったのである。
大コロンビア共和国の国防省長官や議会議員も歴任したウルダネタは、1830年9月に政府を著しく統制する立場に就いたが、部分的にはボリバルに大統領の座へ戻って来てほしいと望んでいた。（ボリバルはこの年の5月初旬にヌエバ・グラナダの首都でもあったボゴタを出発してヨーロッパの旅に出るも、その後同年の後期にサンタ・マルタで結核によって死亡してしまう。）しかし、ウルダネタ政権は、最終的にヌエバ・グラナダ人で、亡命先から帰国した元大コロンビア共和国副大統領だったフランシスコ・デ・パウラ・サンタンデル率いる軍によって崩壊する。
私生活ではドローレス・バルガス・パリスという名の妻がおり、カトリック教徒であった。また、「The Brilliant（輝く者、優秀な者の意）」という呼称がある。1845年8月23日、腎臓結石が原因で、ウルダネタはフランスの首都パリにてこの世を去った。